# Euchaetes antica
Euchaetes antica là một loài bướm đêm thuộc phân họ Arctiinae, họ Erebidae.